# Janusz Białogrodzki
Janusz Białogrodzki (ur. 26 sierpnia 1947) – polski lekkoatleta, który specjalizował się w skoku wzwyż.
Dwukrotnie zdobywał złoto mistrzostw Polski seniorów (Zielona Góra 1968 i Warszawa 1972) oraz oprócz tego pięciokrotnie startował w finale krajowego czempionatu. W 1973 został halowym mistrzem Polski oraz reprezentował kraj podczas półfinału pucharu Europy w Celje. Osiem razy bronił barw narodowych w meczach międzypaństwowych (w latach 1968 – 1973).
Rekordy życiowe w skoku wzwyż: stadion – 2,16 (18 czerwca 1976, Warszawa); hala – 2,14 (25 lutego 1973, Warszawa).